# Coppa dell'Unione Sovietica (pallavolo femminile)
La Coppa dell'Unione Sovietica era una competizione per club sovietici.

## Storia della Competizione
La Coppa dell'Unione Sovietica è stata disputata per la prima volta durante a stagione 1949-50, la vittoria in questa occasione venne centrata dalla Dinamo Mosca. Per le tre stagioni consecutive la competizione fu ancora disputata. A partire dalla stagione 1953-54 venne abolita. Diciotto anni dopo fu rigiocata regolarmente ogni stagione. Le uniche edizioni saltate tra il 1971 ed il 1991, quindi fino allo sgretolamento dell'Unione Sovietica, furono quelle del 1974-75 e del 1978-79. La Dinamo Mosca con quattro vittorie è la squadra che ha vinto più edizioni.

## Albo d'oro
| Edizione      | Edizione          | Podio                 | Podio         | Podio                |               |
| Anno          | Sede della finale | Campione              | Risultato     | Finalista            |               |
| ------------- | ----------------- | --------------------- | ------------- | -------------------- | ------------- |
| 1950 Dettagli | Mosca             | Dinamo Mosca          | 3 - 0 (?)     | Spartak Leningrado   |               |
| 1951 Dettagli | Dnipropetrovs'k   | Dinamo Mosca          | -             | Lokomotiv Mosca      |               |
| 1952 Dettagli | Minsk             | Lokomotiv Mosca       | -             | Spartak Leningrado   |               |
| 1953 Dettagli | Ivanovo           | Dinamo Mosca          | -             | Spartak Leningrado   |               |
| 1954-71       | -                 | Non disputata         | Non disputata | Non disputata        | Non disputata |
| 1972 Dettagli | Soči              | CSKA Mosca            | -             | Avtomobilist Taškent |               |
| 1973 Dettagli | Soči              | Burevestnik Leningrad | -             | Lokomotiv Mosca      |               |
| 1974 Dettagli | Soči              | Medin                 | -             | Neftçi               |               |
| 1975          | -                 | Non disputata         | Non disputata | Non disputata        | Non disputata |
| 1976 Dettagli | Soči              | Spartak Leningrado    | -             | Uraločka             |               |
| 1977 Dettagli | Soči              | Spartak Leningrado    | -             | CSKA Mosca           |               |
| 1978 Dettagli | Sebastopoli       | Avtomobilist Taškent  | -             | Dinamo Mosca         |               |
| 1979          | -                 | Non disputata         | Non disputata | Non disputata        | Non disputata |
| 1980 Dettagli | Volgograd         | Iskra Vorošilovgrad   | -             | Orbita               |               |
| 1981 Dettagli | Luhans'k          | Medin                 | -             | Dinamo Mosca         |               |
| 1982 Dettagli | Mosca             | Dinamo Mosca          | -             | CSKA Mosca           |               |
| 1983 Dettagli | Mosca             | Medin                 | -             | ADK                  |               |
| 1984 Dettagli | -                 | CSKA Mosca            | -             |                      |               |
| 1985 Dettagli | Zaporižžja        | Orbita                | -             | Dinamo Mosca         |               |
| 1986 Dettagli | -                 | Uraločka              | -             | -                    |               |
| 1987 Dettagli | Ekaterinburg      | Uraločka              | -             | ADK                  |               |
| 1988 Dettagli | Zaporižžja        | Uraločka-2            | -             | TTU                  |               |
| 1989 Dettagli | Ekaterinburg      | Uraločka              | -             | Uraločka-2           |               |
| 1990 Dettagli | -                 | ADK                   | -             | -                    |               |
| 1991 Dettagli | -                 | BMKZ                  | -             | -                    |               |